# Adzopé
Adzopé è una città della Costa d'Avorio situata nel distretto di Lagunes ed è capoluogo della regione di La Mé e dell'omonimo dipartimento.

## Comuni
- Abié
- Abongoua